# Video Greatest Hits - HIStory
Video Greatest - HIStory è una raccolta di videoclip musicali di Michael Jackson relativi al primo disco di HIStory: Past, Present and Future - Book I (ad eccezione di Man in the Mirror e She's Out of My Life), messa in commercio il 19 giugno 1995 in VHS, Laserdisc e VCD e nel 2001 anche in DVD. A differenza delle precedenti versioni, la versione DVD contiene le versioni estese di alcuni video, un mix audio in Dolby 5.1 Surround e la discografia dell'artista.

## Tracce
1. Brace Yourself (accompagnato da O Fortuna del Carmina Burana di Carl Orff) – 3:23
2. Billie Jean – 4:59
3. The Way You Make Me Feel (nella VHS versione breve di 6:43) – 9:28
4. Black or White (versione integrale con la scena della pantera nera; i graffiti compaiono solo nel DVD) – 11:00
5. Rock with You – 3:25
6. Bad (nella VHS versione breve di 4:22) – 16:13
7. Thriller – 13:42
8. Beat It – 5:00
9. Remember the Time – 9:15
10. Don't Stop 'Til You Get Enough – 4:14
11. Heal the World – 6:26
12. Crediti (accompagnati dalla versione strumentale di Heal the World) – 2:02